# 菲拉布雷斯山脈
菲拉布雷斯山脈（西班牙語：Sierra de Los Filabres），是西班牙的山脈，位於阿爾梅里亞省，屬於佩尼貝蒂科山脈的一部分，最高點是海拔高度2,168米的卡拉爾阿爾托峰。